# Пекизейру

Пекизейру на карте штата.

Пекизейру (порт. Pequizeiro) — муниципалитет в Бразилии, входит в штат Токантинс. Составная часть мезорегиона Западный Токантинс. Входит в экономико-статистический микрорегион Мирасема-ду-Токантинс. Население составляет  5 054 человека на 2010 год. Занимает площадь 1 209,800 км². Плотность населения — 4,18 чел./км².

## История
Город основан 30 декабря 1989 года. 

## Демография
Согласно сведениям, собранным в ходе переписи 2010 г. Национальным институтом географии и статистики (IBGE), население муниципалитета составляет:
| Полное население                               | Полное население                               | Полное население                               | Полное население                               | 5 054 |
| ---------------------------------------------- | ---------------------------------------------- | ---------------------------------------------- | ---------------------------------------------- | ----- |
| в том числе:                                   | Городское население                            | 2 390                                          | Процент городского населения, %                | 47,29 |
|                                                | Сельское население                             | 2 664                                          | Процент сельского населения, %                 | 52,71 |
|                                                | Мужское население                              | 2 667                                          | Процент мужского населения, %                  | 52,77 |
|                                                | Женское население                              | 2 387                                          | Процент женского населения, %                  | 47,23 |
| Плотность населения, чел/км²                   | Плотность населения, чел/км²                   | Плотность населения, чел/км²                   | Плотность населения, чел/км²                   | 4,18  |
| Население муниципалитета в % к населению штата | Население муниципалитета в % к населению штата | Население муниципалитета в % к населению штата | Население муниципалитета в % к населению штата | 0,37  |

По данным оценки 2016 года население муниципалитета — 5 381 житель.

## Статистика
- Валовой внутренний продукт на 2003 составляет 10.208.156,00 реалов (данные: Бразильский институт географии и статистики).
- Валовой внутренний продукт на душу населения на 2003 составляет 1.996,90 реалов (данные: Бразильский институт географии и статистики).
- Индекс развития человеческого потенциала на 2000 составляет 0,659 (данные: Программа развития ООН).

## Важнейшие населенные пункты
| № | Населённый пункт | Населённый пункт (порт.) | Категория | Население чел. (2010) | На карте                       |
| - | ---------------- | ------------------------ | --------- | --------------------- | ------------------------------ |
| 1 | Пекизейру        | Pequizeiro               | город     | 2 390                 | 8°35′35″ ю. ш. 48°56′02″ з. д. |
| 2 | Жуари            | Juari                    | поселок   | 76                    | 8°13′20″ ю. ш. 48°57′09″ з. д. |